# Ninja-tō
Ninja-tō (jap. 忍者刀), również  ninja-ken  (jap. 忍者剣), shinobi-gatana  (jap. 忍刀) – miecz, którego użycie przez ninja w feudalnej Japonii przedstawia się w filmach i książkach (m.in. napisanych przez współcześnie praktykujących ninjutsu: Masaakiego Hatsumi, Stephena K. Hayesa i Ashidę Kima). Nie istnieją wiarygodne dowody walki orężem tego typu. Współczesne repliki miecza znajdują się w ekspozycjach japońskich muzeów ninja w Kōka i Iga.
Podejrzewa się, że wizerunek broni oparty jest na wyglądzie innych, używanych ówcześnie Japonii mieczy – wakizashi i choku-tō (miecz prosty). Specjalizujący się w dziedzinie historii wojskowości Japonii dr Stephen Turnbull zauważa, że: „Najważniejszą bronią ninja był jego miecz. Jakkolwiek używano standardowych mieczy wojskowych lub katana, ninja mógł zdecydować się na klingę krótszą i prostszą niż zwykle”.

## Użycie
Z powodu braku historycznych dowodów użycia, technika walki tego rodzaju mieczem pozostaje w sferze spekulacji.
W filmach i teatrze ninja-tō ukazywane są jako krótsze i prostsze niż katany, aczkolwiek używane w sposób bardzo do nich podobny.